# Accordo di Agadir
L'Accordo di Agadir per l'istituzione di un'area di libero scambio tra le nazioni arabe del Mediterraneo è stato firmato a Rabat in Marocco il 25 febbraio 2004 tra Giordania, Tunisia, Egitto e Marocco, ed è entrato in vigore nel marzo 2007. Successivamente ha aderito anche lo Stato di Palestina.
I paesi membri costituiscono un mercato di oltre 120 milioni di persone.
L'accordo è stato visto come una prima attuazione parziale dell'Area araba allargata di libero scambio e un possibile primo passo nella creazione dell'Area Euro-Mediterranea di Libero Scambio prevista dal Processo di Barcellona.

Schema dei vari partenariati tra i paesi della Lega Araba.